# Harm Jansen
Pour les articles homonymes, voir Jansen.
Henricus Jansen, dit Harm Jansen (né le 8 novembre 1967 à Delft) est un coureur cycliste néerlandais. Professionnel en 1996 et 1997 puis de 2000 à 2002, il a fait carrière aux États-Unis. Il y a remporté le Tour de Toona, le championnat des États-Unis du critérium en 2001 et l'International Cycling Classic à trois reprises (1997, 1999 et 2004). Par la suite, en 2006 et 2007, il est membre de l'encadrement de l'équipe Toyota-United.

## Palmarès
- 1988
  - 3e étape de l'OZ Wielerweekend
  - Parel van de Veluwe
- 1989
  - Ruban granitier breton :
    - Classement général
    - 3e étape

  - 2e du Grand Prix des Marbriers
- 1990
  - 2e du championnat des Pays-Bas sur route amateurs
  - 3e du Tour de Hesse
- 1993
  - Omloop der Kempen
  - 1re étape de l'Étoile du Brabant
  - 2ea étape du Teleflex Tour
  - 2ea étape de l'Olympia's Tour
  - Romsée-Stavelot-Romsée
- 1994
  - 4e étape de la Course de la Paix
  - 4e et 17e étapes de la Fresca Classic
  - 2e de la Ster van Zwolle
  - 3e de la Fresca Classic
- 1995
  - 17e étape de la Fresca Classic
  - 3e du Hel van het Mergelland
- 1996
  - 2e étape de la Killington Stage Race
  - 5e étape de la Fresca Classic
  - 1re étape du Tour of Willamette
- 1997
  - International Cycling Classic
  - Fresca Classic :
    - Classement général
    - 1re et 2e étapes

  - 3e étape du Tour de l'Ohio
  - 3e étape de la Jayco Bay Classic
  - 2e de la Jayco Bay Classic
  - 2e du Tour de l'Ohio
- 1998
  - 13e étape du Tour de l'Ohio
- 1999
  - 15e étape de la Commonwealth Bank Classic
  - International Cycling Classic
  - 3e, 5e, 6e et 8e étapes de la FBD Insurance Rás
  - 1re étape de la Mount Buller Cup
  - 2e et 4e étapes du Tour de Tasmanie
  - 4e et 7e étapes du Tour de Wellington
  - 3e du Philadelphia International Championship
- 2000
  - 4e, 6e et 10e étapes de l'International Cycling Classic
  - 5e étape du Tour de Beauce
  - 3e étape de la Killington Stage Race
  - 3e de la Killington Stage Race
  - 3e de la Sea Otter Classic
- 2001
  -  Championnat des États-Unis du critérium
  - Tour de Toona
  - 3e étape de l'International Cycling Classic
  - 3e étape de la Sea Otter Classic
  - 2e de l'International Cycling Classic
- 2002
  - 5e étape de la Redlands Bicycle Classic
  - 15e étape de l'International Cycling Classic
  - 3e de l'International Cycling Classic
- 2003
  - 5e étape du Tour du Chili
  - 2e étape de l'International Cycling Classic
  - 2e de l'International Cycling Classic
- 2004
  - Garrett Lemire Memorial GP
  - 2e étape de l'International Cycling Classic
  - International Cycling Classic
- 2005
  - Garrett Lemire Memorial GP
  - Devils Punch Bowl RR